# 維薩維薩山 (比拉比拉-阿亞維里)
15°8′13″S 70°35′16″W / 15.13694°S 70.58778°W
維薩維薩山（Wisa Wisa），是秘魯的山峰，位於該國東南部普諾大區，由比拉比拉區和阿亞維里區負責管轄，屬於安地斯山脈的一部分，海拔高度4,849米。